# Deutsche Eishockey-Meisterschaft 1933
Die Deutsche Eishockey-Meisterschaft 1933 war die 17. Austragung dieser Titelkämpfe.
Die Vorrunde fand vom 21. bis 23. Januar 1933 in München auf der Eisbahn im Alten Botanischen Garten statt. Nach einem Protest wurde eine Wiederholung des Endspiels erforderlich, die erst am 16. Dezember desselben Jahres, ebenfalls in München, im Prinzregentenstadion absolviert werden konnte.

## Regionale Meisterschaften
- Der Berliner Schlittschuhclub gewann die Berliner Eishockeymeisterschaft 1932/33
- Im Finale der Bayerischen Meisterschaft besiegte der SC Riessersee den EV Füssen mit 2:0.
- Der VfL Rastenburg besiegte im Finale der Ostpreußischen Meisterschaft den Rastenburger SV mit 3:0.
- Schlesischer Meister wurde der EV Hindenburg, der in drei Finalspielen den Breslauer EV besiegte, aber nicht an der deutschen Meisterschaft teilnahm.

## Vorrunde

### Gruppe A
| Januar 1933 | Berliner Schlittschuhclub | 3:2 | ESV Füssen | Eisbahn im Alten Botanischen Garten, München |

Der SC Brandenburg nahm nicht teil.

### Gruppe B
| Januar 1933 | SC Riessersee | 2:0 | VfL Rastenburg | Eisbahn im Alten Botanischen Garten, München |

| Januar 1933 | SC Riessersee | 12:0 | SEC Schwenningen | Eisbahn im Alten Botanischen Garten, München |

Das Spiel zwischen Rastenburg und Schwenningen wurde nicht ausgetragen.
|    | Klub             | Sp | S | U | N | Tore  | Punkte |
| -- | ---------------- | -- | - | - | - | ----- | ------ |
| 1. | SC Riessersee    | 2  | 2 | 0 | 0 | 14:0  | 4:0    |
| 2. | VfL Rastenburg   | 1  | 0 | 0 | 1 | 00:02 | 0:2    |
| 3. | SEC Schwenningen | 1  | 0 | 0 | 1 | 00:12 | 0:2    |

Abkürzungen: Sp = Spiele, S = Siege, U = Unentschieden, N = Niederlagen

## Spiel um Platz 3
| Januar 1933 | ESV Füssen | 4:0 | VfL Rastenburg | Eisbahn im Alten Botanischen Garten, München |

## Finale
| 23. Januar 1933 | Berliner Schlittschuhclub | 1:2 n. 2. V. (0:1, 0:0, 1:0, 0:0, 0:1) | SC Riessersee | Eisbahn im Alten Botanischen Garten, München |

Das entscheidende Tor für Riessersee kam nach einer unübersichtlichen Situation zustande, wobei der Torrichter zunächst auf „Tor“ erkannt hatte, der Schiedsrichter diesem jedoch die Anerkennung versagte. Nach langer Diskussion erkannte der Schiedsrichter den Treffer schließlich an. Dagegen richtete sich ein sofortiger Protest der Berliner Mannschaft, dem stattgegeben wurde. Das fällige Wiederholungsspiel konnte jedoch erst elf Monate nach der eigentlichen Meisterschaft ausgetragen werden.
| 16. Dezember 1933 | Berliner Schlittschuhclub | 1:0 0 | SC Riessersee | Prinzregentenstadion, München |

### Mannschaften
| Deutscher Meister 1933 Berliner Schlittschuhclub | Drewitz Schopp, Paul Trautmann, Heinz von Wrangel, Gustav Jaenecke, Erich Römer, Kühn, Werner Korff, Horst Orbanowski                                                            |
| Vizemeister 1933 SC Riessersee                   | Wilhelm Egginger Albrecht von Bethmann-Hollweg – Martin Schröttle – Hans Schmid Hans Lang – Georg Strobl – Marquard Slevogt – Walter Schmidinger – Fritz Rammelmayr – Hugo Speth |